# Evaristo Coronado
Evaristo Ulises Coronado Salas (Ciudad Cortés, Osa, 13 de septiembre de 1960), conocido deportivamente como Evaristo Coronado, es un exfutbolista y exentrenador costarricense.
Como jugador, se desenvolvía como delantero centro y debutó en Primera División con el Deportivo Saprissa. Se convirtió en el máximo anotador de su club en la categoría con 148 goles, así como el de mayor presencias con 537. Consiguió cinco títulos de liga nacional y uno de la confederación, hasta su retiro en agosto de 1995.
Fue internacional absoluto con la selección costarricense, contabilizando 52 apariciones y anotando 10 tantos. Participó en los procesos eliminatorios hacia los mundiales de 1986, 1990 y 1994, así como en el Preolímpico a su edición de Los Ángeles 1984.
En 2001 empezó su carrera de entrenador de los morados, siendo de manera interina. Fue parte de la comisión técnica del equipo desde noviembre de 2015 hasta agosto de 2017, para que posteriormente asumiere el cargo como gerente deportivo.

## Trayectoria

### Como jugador
Nacido el 13 de septiembre de 1960 en Ciudad Cortés, en el cantón de Osa, Coronado llegó a la capital San José para cumplir con sus estudios; siendo estudiante de la Universidad de Costa Rica y deportista de esa institución jugó un colectivo contra el Deportivo Saprissa, donde su capacidad en los movimientos y su distintiva característica goleadora llamaron la atención de los directivos y cuerpo técnico del conjunto morado, los cuales le invitaron a participar días después en los entrenamientos del club.
Con 21 años, debutó el 3 de mayo de 1981 en el partido de su club contra el Herediano en el Estadio Ricardo Saprissa. En esa oportunidad, fue titular pero salió reemplazado por Enrique Rivers. El primer gol de su carrera, vistiendo la camiseta morada, lo concretó el 24 de mayo al guardameta Manuel Solano, de San Carlos en la victoria 4-2. En ese mismo día también colaboró con un triplete o Hat-trick. Coronado finalizó su primera temporada como el máximo anotador de la liga, con veintitrés goles.
Su aporte en la zona ofensiva fue indispensable para ser colocado como el mejor goleador de la historia del equipo, con 148 anotaciones. Adicionalmente, encabezó la lista de futbolistas con más participaciones en Primera División del conjunto morado, contabilizando 537 presencias. Ganó cinco títulos, correspondientes a las temporadas 1982, 1988 —con el galardón de anotador con diecinueve tantos—, 1989, 1993-94 y 1994-95. En el ámbito internacional, fue partícipe de la primera consecución saprissista del título de Concacaf en su edición de 1993 de la Copa de Campeones. La única expulsión de su carrera se dio el 2 de febrero de 1994, por el árbitro Wálter Quesada. Sin embargo, su sanción fue retirada por el Comité Disciplinario.
El 4 de agosto de 1995, anunció su retiro definitivo del deporte en conferencia de prensa. Su partido de despedida tuvo lugar el 27 de agosto de ese año —mismo día del
aniversario del Estadio Ricardo Saprissa—, a la edad de 34 años donde enfrentó al Comunicaciones de Guatemala. Los morados triunfaron con cifras de 3-1. Estadísticamente, Evaristo alcanzó 621 compromisos efectuados —82 de ellos en torneos internacionales de la Copa Fraternidad Centroamericana, una Recopa de la Concacaf y la Copa de Campeones de la confederación—.

### Como entrenador
Con la derrota del Deportivo Saprissa con marcador de 4-2 frente a Santa Bárbara, el 11 de febrero de 2001 se anunció la salida del entrenador Valdeir «Badú» Vieira, por lo que la dirigencia del equipo nombró a Evaristo Coronado para asumir el cargo de manera interina. Tres días después tuvo su debut oficial, en la visita al Estadio Ebal Rodríguez contra el Santos de Guápiles. Sus dirigidos Rayner Robinson y Rolando Fonseca anotaron los goles de la ventaja transitoria de 0-2 a los minutos 70' y 77', respectivamente, ambos con asistencias de Walter Centeno, pero los rivales igualaron rápidamente para que el resultado de 2-2 fuese definitivo al cierre del tiempo regular. Estuvo al frente del equipo en las cuatro jornadas restantes de la fase regular del Torneo de Clausura, en los juegos ante Limonense (5-0), Herediano (4-1), Carmelita (1-4), y Santa Bárbara (5-0). Posteriormente, fue el encargado de dar las indicaciones durante la etapa de cuadrangular en sus seis fechas hasta la conclusión de la misma el 1 de mayo. Los morados quedaron sin posibilidades de optar por el título. Para la siguiente temporada, Coronado dejó su puesto y fue reemplazado por Enrique Rivers.
El 11 de noviembre de 2015, el equipo saprissista inició la reestructuración en la comisión técnica, para fortalecer las áreas en la formación de jugadores canteranos en su centro de entrenamiento, y la planificación en lo referente tanto en la Primera División como en el ámbito internacional. En la conformación del grupo, los directivos nombraron a Evaristo Coronado y Alonso Solís para asumir sus posiciones, teniendo a Paulo Wanchope como el gerente deportivo.

## Selección nacional
Integró la Selección de Costa Rica entre 1983 y 1992, anotando 10 goles en 52 partidos. Sus principales goles con el seleccionado mayor costarricense fueron ante Honduras en 1983 —2 goles para la victoria de 3-2 en el Preolímpico de Concacaf—, Egipto en las Juegos Olímpicos de Los Ángeles en 1984, anotó el gol de la victoria sobre Estados Unidos en 1985 que le permitió a Costa Rica avanzar en la eliminatoria mundialista de México 1986, y en la eliminatoria de Italia 1990 hizo el gol del triunfo ante Guatemala (2-1), así como del empate de visita contra Trinidad de Tobago (1-1). A pesar de que fue constante en el proceso eliminatorio, Coronado quedó descartado de la nómina que disputó la Copa Mundial de 1990.

## Clubes

### Como jugador
| Club               | País       | Año         |
| ------------------ | ---------- | ----------- |
| Deportivo Saprissa | Costa Rica | 1981 - 1995 |

## Vida privada
Coronado es profesional en su posición de ingeniero civil. En 2006 fue el principal candidato a diputado de San José por el Partido Patria Primero, obteniendo 12718 votos, cifra insuficiente para ganar la curul.

## Estadísticas

### Jugador

#### Participaciones internacionales
En cursiva las competiciones no oficiales.
| Evento                   | Sede           | Resultado      |
| ------------------------ | -------------- | -------------- |
| Juegos Olímpicos de 1984 | Los Ángeles    | Fase de grupos |
| Copa Camel 1989          | Estados Unidos | Cuarto lugar   |
| Copa Marlboro 1990       | Estados Unidos | Subcampeón     |

#### Goles internacionales
| Núm. | Fecha                 | Lugar                                     | Rival                 | Resultado | Competición                     |
| ---- | --------------------- | ----------------------------------------- | --------------------- | --------- | ------------------------------- |
| 1    | 18 de mayo de 1983    | San José, Costa Rica                      | Honduras              | 3-2       | Preolímpico de Concacaf de 1984 |
| 2    | 18 de mayo de 1983    | San José, Costa Rica                      | Honduras              | 3-2       | Preolímpico de Concacaf de 1984 |
| 3    | 4 de agosto de 1983   | San José, Costa Rica                      | Cuba                  | 2-0       | Amistoso internacional          |
| 4    | 2 de marzo de 1984    | San José, Costa Rica                      | Cuba                  | 1-0       | Preolímpico de Concacaf de 1984 |
| 5    | 31 de julio de 1984   | San Francisco, California, Estados Unidos | Egipto                | 4-1       | Juegos Olímpicos de 1984        |
| 6    | 31 de mayo de 1985    | Torrance, California, Estados Unidos      | Estados Unidos        | 0-1       | Eliminatoria al Mundial de 1986 |
| 7    | 1 de julio de 1988    | Willemstad, Antillas Neerlandesas         | Antillas Neerlandesas | 1-1       | Amistoso internacional          |
| 8    | 21 de febrero de 1989 | Los Ángeles, California, Estados Unidos   | El Salvador           | 1-1       | Copa Camel 1989                 |
| 9    | 2 de abril de 1989    | San José, Costa Rica                      | Guatemala             | 2-1       | Eliminatoria al Mundial de 1990 |
| 10   | 28 de mayo de 1989    | Puerto España, Trinidad y Tobago          | Trinidad y Tobago     | 1-1       | Eliminatoria al Mundial de 1990 |

### Entrenador

#### Rendimiento
Datos actualizados al último partido dirigido el 1 de mayo de 2001.
| Deportivo Saprissa · Costa Rica           |                      |                      |    |   |   |    |    |    |        |        |
| 1.ª                                       | 2000-01              | 11                   | 5  | 2 | 4 | 25 | 17 | +8 | 45.45% |        |
| Total club                                | Total club           | 11                   | 5  | 2 | 4 | 25 | 17 | +8 | 45.45% |        |
| Total en sus equipos                      | Total en sus equipos | Total en sus equipos | 11 | 5 | 2 | 4  | 25 | 17 | +8     | 45.45% |
| (1) Incluye datos de la Primera División. |                      |                      |    |   |   |    |    |    |        |        |

## Palmarés

### Títulos nacionales
| Título                         | Club               | País       | Año  |
| ------------------------------ | ------------------ | ---------- | ---- |
| Primera División de Costa Rica | Deportivo Saprissa | Costa Rica | 1982 |
| Primera División de Costa Rica | Deportivo Saprissa | Costa Rica | 1988 |
| Primera División de Costa Rica | Deportivo Saprissa | Costa Rica | 1989 |
| Primera División de Costa Rica | Deportivo Saprissa | Costa Rica | 1994 |
| Primera División de Costa Rica | Deportivo Saprissa | Costa Rica | 1995 |

### Títulos internacionales
| Título                           | Club               | Sede      | Año  |
| -------------------------------- | ------------------ | --------- | ---- |
| Copa de Campeones de la Concacaf | Deportivo Saprissa | Guatemala | 1993 |

### Galardones individuales
| Distinción                                           | Año  |
| ---------------------------------------------------- | ---- |
| Máximo goleador de la Primera División de Costa Rica | 1981 |
| Máximo goleador de la Primera División de Costa Rica | 1988 |